# Барон Силсо
Барон Силсо из Силсо в графстве Бедфордшир — наследственный титул в системе Пэрства Соединённого королевства. Он был создан 18 января 1963 года для адвоката сэра Малькольм Тристрама Ива, 1-го баронета (1894—1976). 18 января 1943 года он уже получил титул баронета из Силсо в графстве Бедфордшир. Ему наследовал его сын, Дэвид Малькольм Тристрам Ив, 2-й барон Силсо (1930—2005). Он был известен под именем Дэвид Сисло, он также был адвокатом. 
По состоянию на 2024 год носителем титула являлся его сын, Саймон Руперт Тристрам Ив, 3-й барон Силсо (род. 1966), который сменил своего отца в 2005 году.

## Бароны Силсо (1963)
- 1963—1976: Артур Малькольм Тристрам Ив, 1-й барон Силсо (8 апреля 1894 — 3 декабря 1976), старший сын сэра Герберта Тристрама Ива (1865—1936);
- 1976—2005: Дэвид Малкольм Тристрам Ив, 2-й барон Силсо (2 мая 1930 — 31 декабря 2005), старший сын предыдущего;
- 2005 — настоящее время: Саймон Руперт Тристрам Ив, 3-й барон Силсо (род. 17 апреля 1966), единственный сын предыдущего;
  - Наследник титула: достопочтенный Питер Нантон Тристрам Ив (род. 2 мая 1930), дядя предыдущего.